# Palácio da Presidência da República

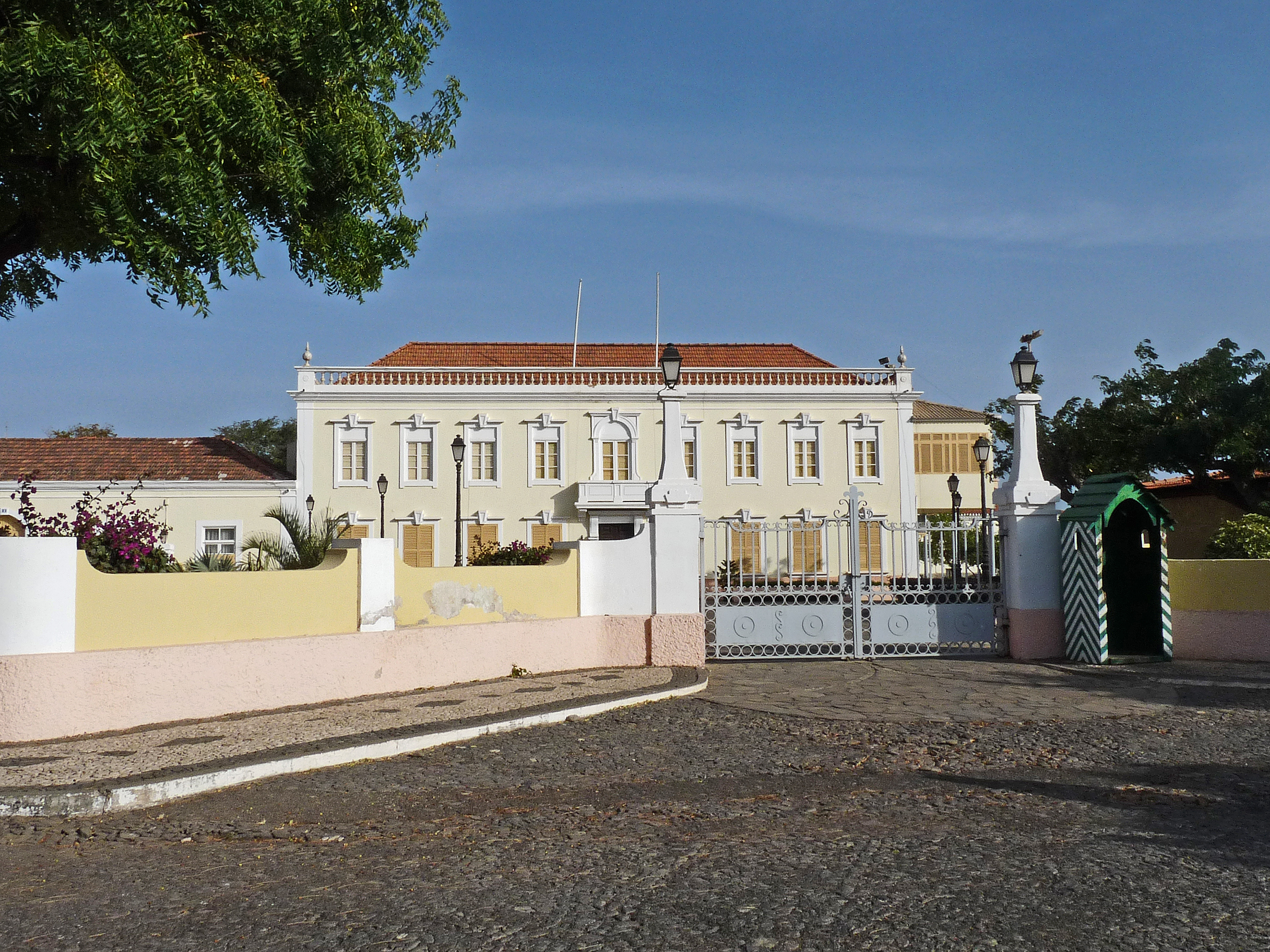
Palácio da Presidência da República, Präsidentenpalast von Kap Verde.

Der Palácio da Presidência da República (dt.: „Palast der Präsidentschaft der Republik“, früher: Palácio do Governo de Cabo Verde) steht im Stadtzentrum von Praia, der Hauptstadt von Kap Verde.

## Standort
Das zweistöckige Gebäude im Stil des kolonialen Sobrado steht in der Rua Serpa Pinto, am Südende des historischen Stadtviertels Plateau. Im Westen und Süden verläuft die Avenida Amilcar Cabral und im Osten die Küstenstraße Avenida Combatentes da Liberdade da Patria.

## Geschichte
Es wurde um 1894 als Residenz des portugiesischen Gouverneurs von Kap Verde erbaut. Nach der Unabhängigkeit 1975 wurde es zum Sitz des Präsidenten der jungen Republik.
2015 wurde es renoviert.